# Yamaçyolu, Hanak
Yamaçyolu là một xã thuộc huyện Hanak, tỉnh Ardahan, Thổ Nhĩ Kỳ. Dân số thời điểm năm 2010 là 164 người.